# Ume Kenjirō
Ume Kenjirō est un nom japonais traditionnel ; le nom de famille (ou le nom d'école), Ume, précède donc le prénom (ou le nom d'artiste).
Ume Kenjirō (梅 謙次郎) (24 juillet 1860 - 26 août 1910) est un juriste japonais de l'ère Meiji et l'un des fondateurs de l'université Hōsei. Avec Hozumi Nobushige et Tomii Masaaki, il est considéré comme le « père du droit civil japonais » qui entre en vigueur en 1898.

## Biographie
Ume est le second fils d'un médecin du domaine de Matsue dans la province d'Izumo (actuelle préfecture de Shimane). Il est envoyé étudier le français à la faculté des langues étrangères de l'université impériale de Tokyo puis, après son diplôme, est employé au ministère de la Justice. Il enseigne également à l'université de Tokyo. Il est envoyé par le gouvernement pour poursuivre ses études à l'université de Lyon en France en 1889 et, après avoir reçu son doctorat en droit en 1891, il étudie une année supplémentaire à l'université Humboldt de Berlin. 
De retour au Japon, Ume est impliqué dans une controverse sur le projet de code civil japonais et demande l'adoption immédiate du code rédigé par le conseiller étranger français Gustave Émile Boissonade. Lorsque cette adoption est retardée en 1892, il en appelle au Premier ministre Itō Hirobumi pour établir un comité chargé de préparer un nouveau texte et est choisi pour devenir membre de ce nouveau comité en 1893.
En 1894, Ume est l'un des membres du groupe d'avocats fondateurs de la faculté de droit de l'université de Tokyo, l'ancêtre de l'actuelle université Hōsei, dont il est président en 1899. 
En 1906, il est invité par Itō Hirobumi à participer à la codification des lois du protectorat japonais de Corée. Il meurt à Keijō (Séoul) en 1910 de la fièvre typhoïde à 50 ans. Il est décoré de l'ordre du Trésor sacré (1re classe) sur son lit de mort, un jour avant son décès. Sa tombe se trouve au temple Gokoku-ji à Tokyo.